# Ікона (роман)
Ікона — роман Фредеріка Форсайта 1996 року про політику Росії в 1999 році, коли екстремістська партія була близька до захоплення влади. За мотивами роману знято двосерійний  фільм.

## Сюжет
Дія, що відбувається в кінці 1999 і початку 2000 року, обертається навколо кандидата в президенти Росії Ігоря Комарова, голови правого Союзу Патріотичних Сил (СПС). Комаров повинен перемогти на дострокових президентських виборах, оголошених після смерті президента Черкасова - наступника Єльцина.
Комаров - вельми популярний і харизматичний політик, його і СПС перемога майже гарантована. Однак з пустого офісу його секретаря в штаб-квартирі СПС Леонідом Зайцевим, літнім прибиральником і колишнім солдатом, який переглядав документи під час збирання, було вкрадено секретний документ, пізніше відомий як Чорний маніфест. Документ містить приголомшливу інформацію про майбутню політику Комарова на посаді президента: відродження концтаборів, створення однопартійної держави, знищення політичних супротивників, вторгнення в сусідні республіки і геноцид етнічних і релігійних меншин Росії, в тому числі  чеченців і  євреїв.
Чорний маніфест доставляється в  Велику Британію, де він переводиться і демонструється впливовим  західним лідерам. Сер Найджел Ірвайн, колишній керівник  Секретної розвідувальної служби, придумує спосіб перешкодити перемозі Комарова. Як відповідну людину для виконання цього плану Кері Джордан, колишній заступник директора по операціях ЦРУ, рекомендує Джейсона Монка, колишнього вербувальника і зв'язкового радянських агентів ЦРУ.
У деяких частинах роману є спогади про попередні роки, в яких докладно показано минуле Джейсона Монка і вербування кількох радянських громадян в агенти США. Серед них - державні діячі та фізик. Однак «кріт» ЦРУ Олдріч Еймс незабаром здає цих агентів поряд з усіма іншими агентами ЦРУ в Радянському Союзі. Майже всі вони схоплені Радами, страчені, або засуджені до каторжних робіт після довгих допитів і катувань, що проводяться безжальним полковником 2-го Управління КДБ (контррозвідка) Анатолієм Гришина. За іронією долі в 1999 році Гришин - помічник Комарова.
Полковник Микола Ілліч Туркін, перший радянський агент, завербований Монком, стає його близьким другом після того, як Монк рятує його сина від тропічної хвороби. Він, однак, виявляється останнім агентом ЦРУ, схопленим Радами, і захоплення відбувається прямо на очах Монка, який може тільки безпорадно спостерігати. Туркіна допитують і відправляють в трудовий табір. Там, вмираючи від тифу, він пише листа Монку, докладно описуючи його допити і тортури в таборах, і прощається назавжди. Монк, наповнений гнівом і скорботою, нападає на бюрократа, який допомагав Еймс, і це призводить до його звільнення з ЦРУ.
В 1999 році він веде тихе життя на островах Теркс і Кайкос, супроводжуючи туристів на риболовлю. Коли сер Найджел Ірвайн зв'язується з ним, він спочатку відмовляється виконувати місію, так як поклявся ніколи не повертатися в Росію, але погоджується, коли йому дають шанс помститися Гришина.
Він повертається в Росію і привертає кілька впливових фігур на свою сторону, показавши їм Чорний маніфест. За допомогою чеченської  мафії, лідер якої зобов'язаний Монку життям, він починає зрив президентської кампанії Ігоря Комарова. Зрештою, Монк провокує Комарова на спробу державного перевороту в новорічну ніч, а потім її зриває. В результаті Комаров заарештований, а Гришин загинув від руки Монка.
В цей же час сер Ірвайн виконує другу частину плану: він розуміє, що Комаров для народу - своєрідний символ, ікона. Його треба не просто прибрати, його треба замінити. Серу Найджел приходить в голову ідея про відродження в  Росії як монархії.